# A.C.A.B.

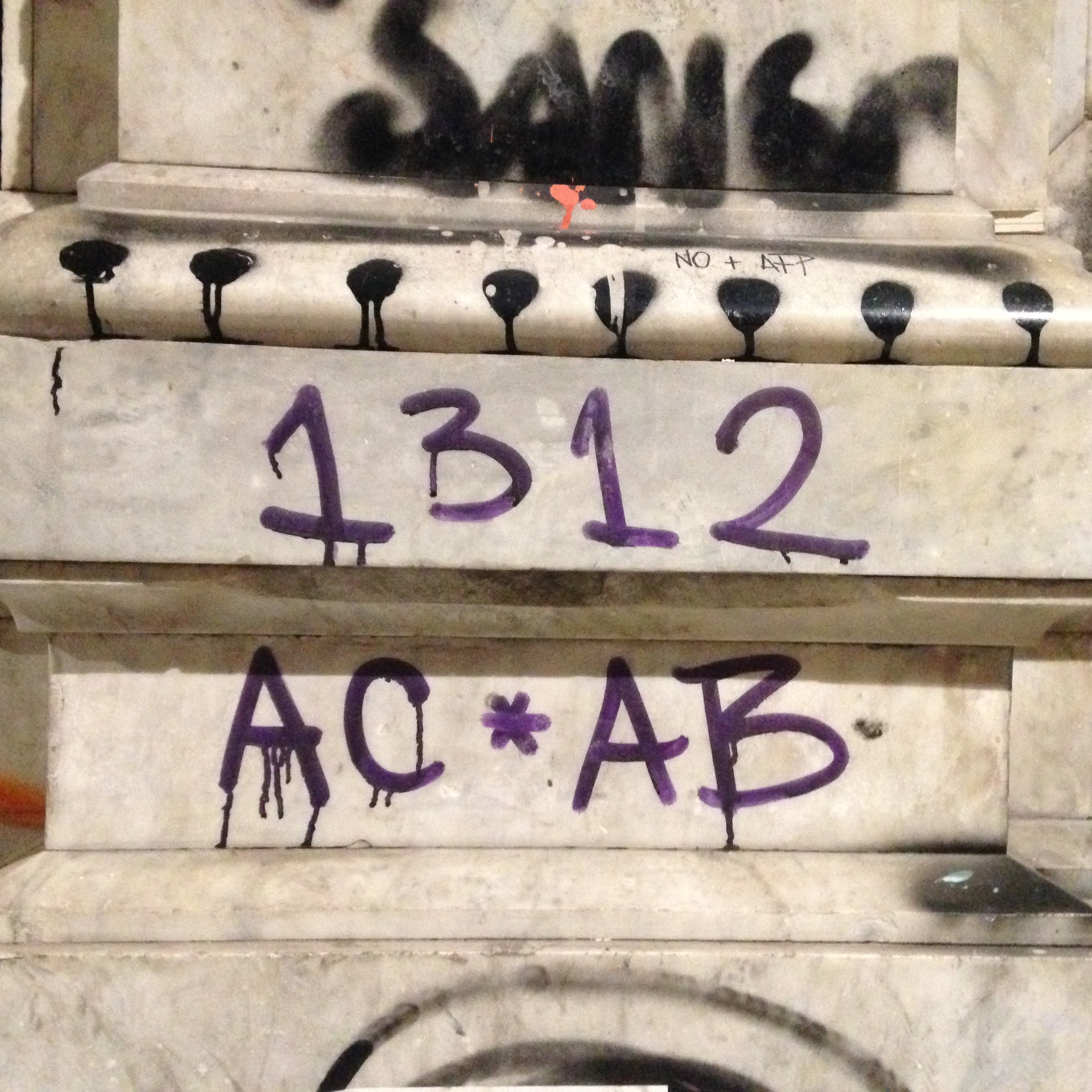
噴在柱上的塗鴉，上面寫有「ACAB」和「1312」

A.C.A.B.（全称All Cops Are Bastards，直譯为所有警察都是混蛋）是一個首字母縮略字，兼政治標語。部分持不同政见者會用到此一政治標語，控訴自己受到政治迫害和警察暴力對待。這句流行語一般以塗鴉、刺青等方式書寫。它可用數字「1312」來表達——其代表每個字母在英語中的排序。
批評者認為這個字詞是對於警察個人的侮辱，使用者應改用其他字眼去支持警隊改革。而支持者則認為A.C.A.B.是將警隊視作一個整體看待，沒有特地攻擊某個執法人員。

## 背景
導演西德尼·海耶斯於1972年的犯罪劇情片《所有警察都是……》（All Coppers Are...）中把這一短句當作標題使用。《流行語字典》（Dictionary of Catchphrases）指出，虽然纽卡斯尔的一名记者於1977年在牢房的牆壁上看到這個縮略字，但其起源可能能夠追溯至1920年代。

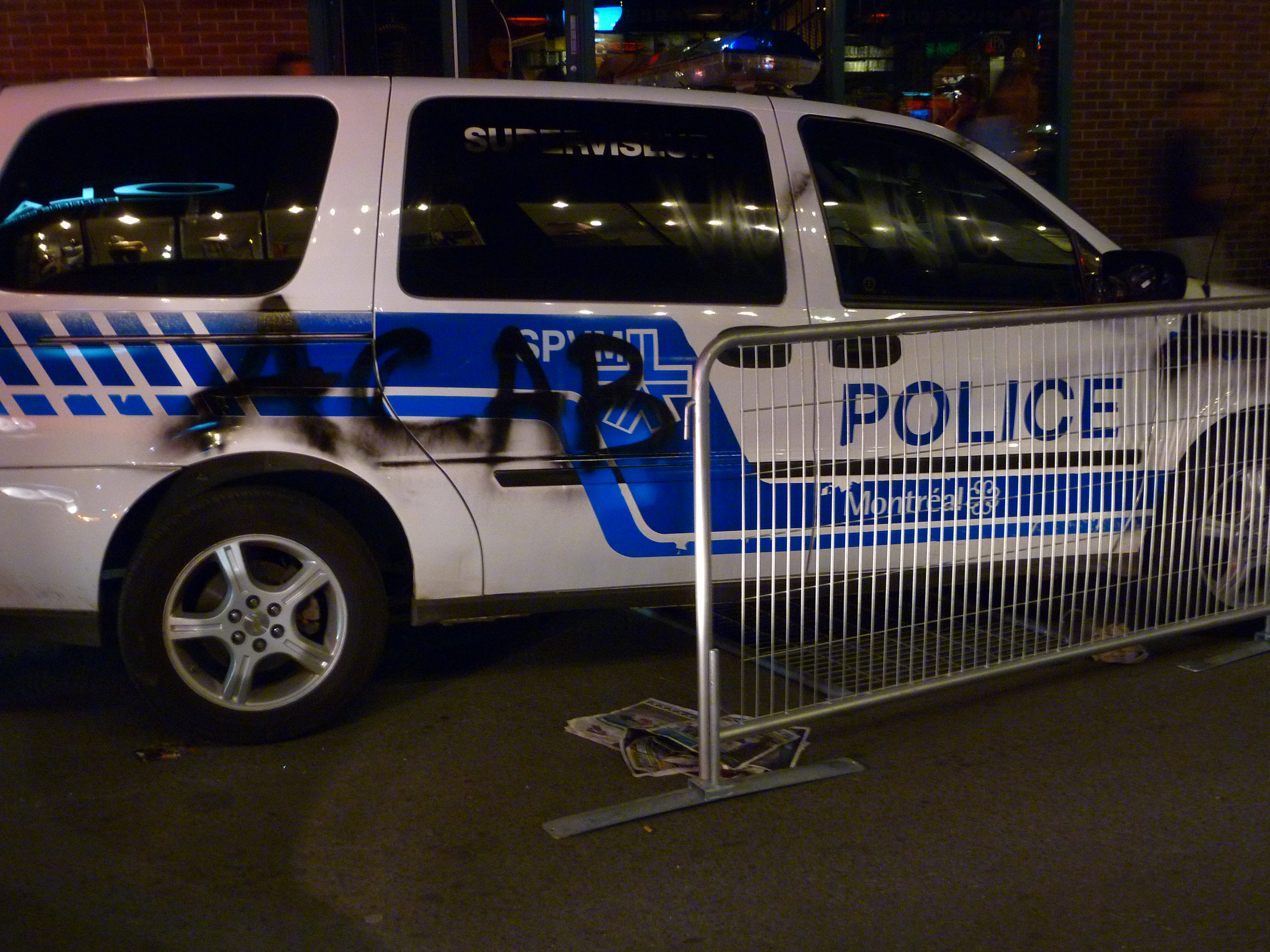
在2012年魁北克省學生示威當中，一輛警車被噴上「ACAB」

英國的囚犯有時會在自己身上紋上「A.C.A.B.」——一般一隻手指紋一個字母，少數囚犯則用四個「.」代替。
在德国，以A.C.A.B.攻撃某個特定人物屬刑事犯罪，以其攻擊一個群體則不算。
在某些情况下，反誹謗聯盟會把此一字句歸類為「仇恨符號」，並形容它為「光头党文化中一個擁有一定歷史的口號」；聯盟同時指出種族主義和反種族主義光頭黨都在使用它。

## 起诉记录

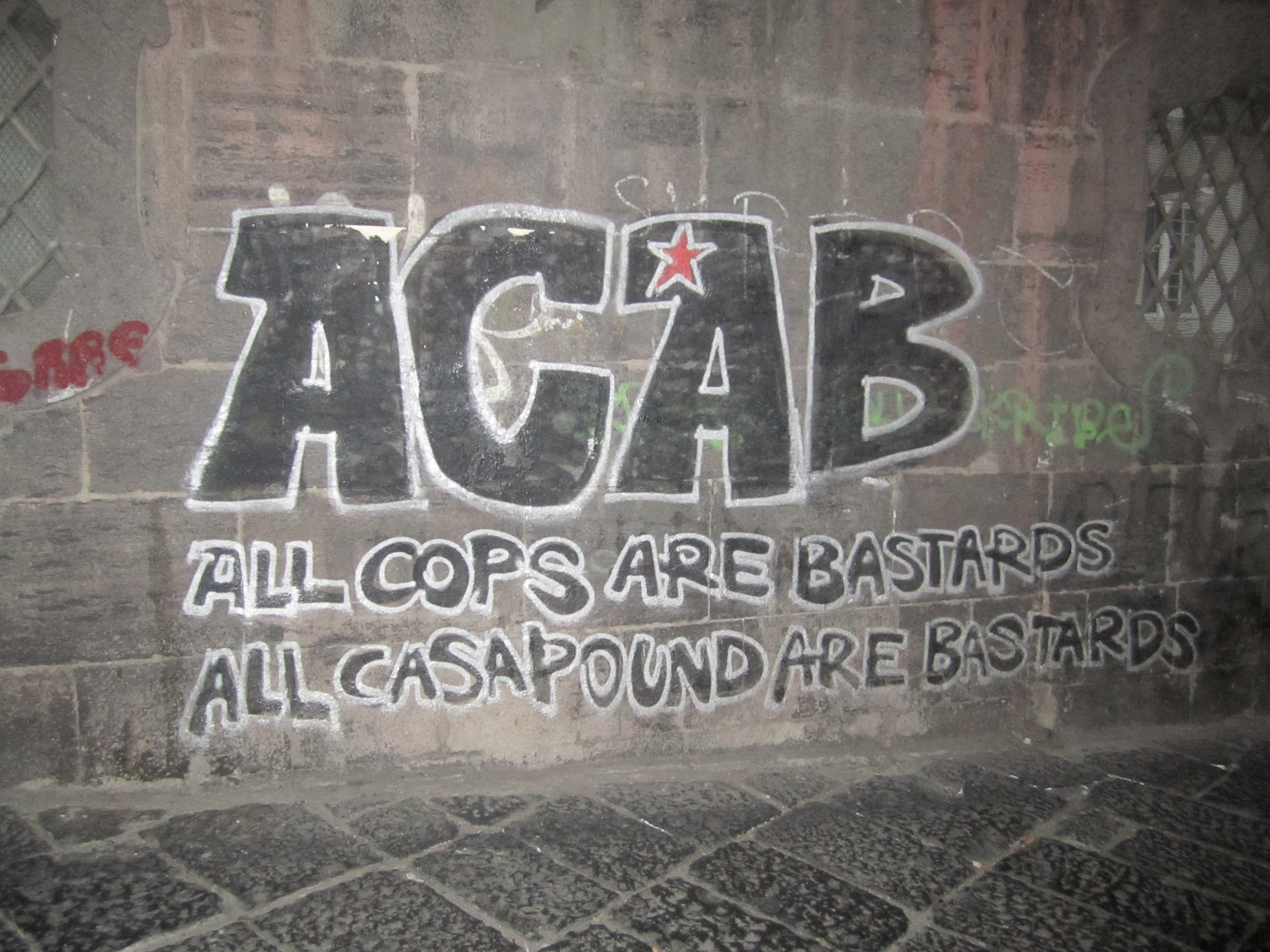
一片寫有ACAB的塗鴉（攝於那不勒斯）

在德國，當地法院把「A.C.A.B.」和「1312」都視為侮辱。在2015年，德国联邦宪法法院裁定「FCK CPS」（去他媽的警察）這句只可在針對某個可識別的特定群體時視為違法。但具體個案的解釋權則交了給刑事法院。
在奥地利，當地法律把A.C.A.B.視為「違反公序良俗」的短語。表達者可根據行政法進行處罰，例如使用行政处罚令。有關罚款最高可达700欧元（或可選擇以拘留一周代替）。2019年，奥地利宪法法院裁定，在某些情况下處罰表達者將違反《欧洲人权公约》第10条——當中規定言論自由需受到一定保障。該宗案件源於一名在体育场内挥舞A.C.A.B.旗帜的足球迷。奥地利宪法法院認為该旗帜所表達的主要是「一些足球迷與警察之間的緊張關係，以及对警察這個國家管理體系的消极态度」，「沒有具體侮辱某些人物」。故此在「考虑到言论自由在民主社会中的特殊意义和功能，以及案件各個面向的情況下，有關表達應予以接受」。

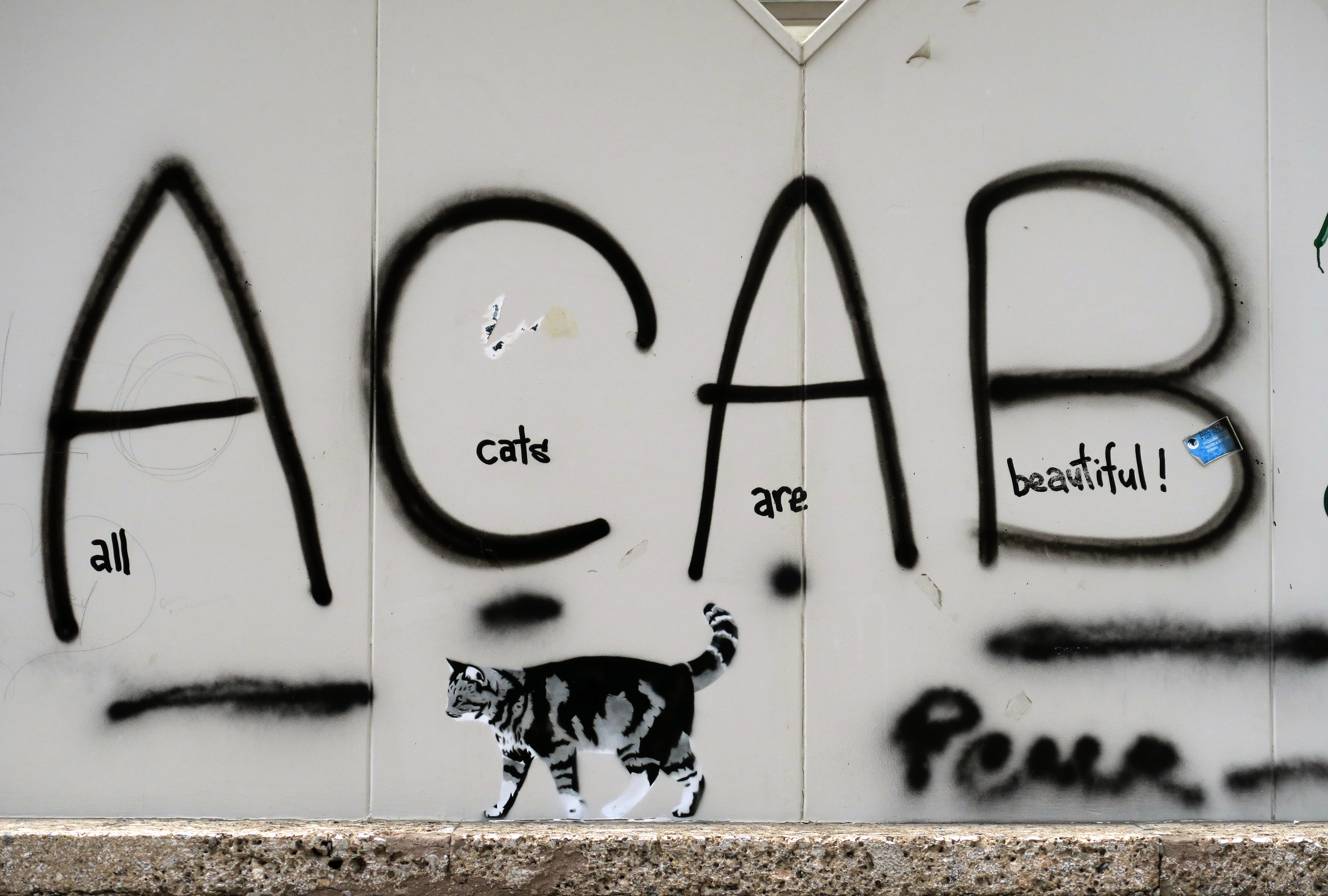
所有的貓咪都很美麗（All Cats Are Beautiful）

在其他欧洲国家，也有警察对表達了A.C.A.B.的人採取行動的例子。布赖恩·斯塔布福德（Brian Stableford）在2009年的《异国情缘》（Exotic Encounters）中指出「『很多年前』，寫有A.C.A.B.字樣的衬衫一度大賣。一名英国青年則因為穿上了有關的衬衫，而被控告『煽惑他人參與暴動罪』。即使他以衬衫上的『A.C.A.B.』是指『所有加拿大人都是王八蛋』（All Canadians Are Bastards）作辯解，亦無濟於事」。2011年1月，荷兰3名阿贾克斯粉絲因穿着印有数字1312的T恤而被罚款。2015年7月4日，西班牙阿利坎特一名女孩因穿着印有「A.C.A.B.」字樣的T恤而被罰款 。2016年5月22日，西班牙马德里一名34岁的女子因携带一个寫有「A.C.A.B.」和「所有的貓咪都很美麗」（All Cats Are Beautiful）的袋而被起訴，3天后撤銷。2017年9月15日，一名来自克罗地亚卡爾洛瓦茨的男子在他的Facebook上发布了一张照片，上面寫有「Fuck da Police A.C.A.B.」（去你媽的警察 A.C.A.B.）。他於後來因此被控告「破壞公共秩序」罪，罚款100欧元。2019年4月4日，一名26岁的白俄羅斯冰上曲棍球迷因穿着印有「A.C.A.B.」和「1312」的T恤而被捕。

## 其他用法
在朋克、光头党、足球文化當中，「A.C.A.B.」可解作「eight cola eight beer」（八份可樂八份啤酒，亦即八杯可樂啤酒）。新納粹主義者則把「A.C.A.B.」改成「A.J.A.B.」（全寫：All Jews are Bastards，亦即所有猶太人都是王八蛋）。無政府主義者有時把其背後的意思解作「Anarchist Chaotics Argue Better」（无政府主义式的混亂是更好的）。
其他語言亦有類似意思的短語，不過不少地區皆直接借用「A.C.A.B.」。

## 外部連結
- . Global Freedom of Expression. Columbia University.   [2020-05-29]. （原始内容存档于2020-07-27）.